# Memira
Memira Holding AB är ett svenskt aktiebolag som är verksamt inom refraktiv kirurgi, genom dotterbolagen Memira Ögonkliniker AB i Sverige, Memria AS i Norge och Memria ApS i Danmark. Refraktiv kirurgi innebär permanent synkorrigering genom metoder som ögonlaser, linsimplantat, linsbyte. 
Syftet är att kunna ha god syn utan att behöva använda glasögon eller kontaktlinser. Även grå starr operationer ingår i verksamheten. Företaget bildades 2007 genom en sammanslagning av svenska Opticare, Norsk synskirurgi samt Dansk synskirurgi. 2017 har Memira ett 40-tal kliniker i Sverige, Norge och Danmark och har genomfört drygt 100.000 synkorrigerande operationer. Memira hade år 2017 220 anställda.

## Tjänster
Memira Ögonkliniker utför linsbytesoperation (RLE), ögonlaserbehandling  och linsimplantat (ICL). Vilken metod patienten kan göra beror synfelet, hornhinnans kurvatur, tjocklek, patientens synbehov och ögats övriga anatomiska attribut hos varje enskild patient. Enligt Memira så kan fyra av fem göra linsbyte, ögonlaser eller linsimplantat för att slippa glasögon och linser. .

## Historia
1990 gjorde den norska ögonläkaren Bjart Dysthe Nordens första ögonlaseroperation med den då helt nya tekniken, uppfunnen i slutet av 80-talet. Dr Dyste startade Norsk synskirurgi för att erbjuda ögonlaser och senare Dansk synskirurgi tillsammans med danska ögonläkare. I Sverige hade optikern och civilingenjören Jörgen Ringman en idé om att det vore bättre om optiker istället för läkare gör refraktionsberäkningarna inför ögonlaserbehandlingen. Detta eftersom optiker är specialiserade på syn och synfel, medan ögonläkare är specialiserade på ögats anatomi, fysiologi och sjukdomar. Han grundade Opticare i Uppsala 2004 och sedan snabbt flera ytterligare kliniker runt om i Sverige. Inledningsvis var det Dr. Dysthe som gjorde ögonlaserbehandlingarna även i Sverige.Tekniken inom ögonlaser kom att utvecklas snabbt kommande åren.Idag är FS-Lasik en av de vanligaste lasermetoderna på Memira. FS-Lasik, grundar sig på en teknik med högintensiva lasrar. Det är samma samma laserteknik som även fick nobelpriset i fysik 2018. 
År 2007 gick de tre nationella bolagen samman och grundarna skapade tillsammans med Investor Memira. Det nya bolaget fortsatte expansionen till ett 50-tal kliniker i Sverige, Norge och Danmark. Memira fanns också år 2012-2015 etablerat i FInland med två kliniker. År 2018 hade Memira ett 40-tal kliniker.
År 2007 gjorde ögonläkaren Jonas Jahnsson Memiras och Sveriges första linsbytesoperation (RLE). 2018 är linsbyte ett något större tjänsteområde än ögonlaser för Memira.

## Kritik
2018 rapporterade SVT att Läkemedelsverket sedan 2014 fått 400 anmälningar angående felaktiga linser från linstillverkaren Topcon. Oculuslentis som linsen heter användes av 56 olika aktörer i Sverige innan den slutade säljas i Sverige. Memira slutade använda linsen 2014 i samband med första anmälningen och i dagsläget är 0,4%, av alla linser som använts vid linsbyten hos Memira från oktober 2010 till slutet av 2014 som har efter en tid fått små kalkinlagringar. Idag används inte linserna längre och drabbade patienter får hjälp, bland annat genom möjligheten att ersätta linsen med annan linstyp. Inspektionen för vård och omsorg, IVO har fått 17 anmälningar mot Memira varav samtliga avslutats utan vidare påföljder för Memira.